# Бейкер (Міссурі)
Бейкер (англ. Baker) — селище (англ. village) в США, в окрузі Стоддард штату Міссурі. Населення — 3 особи (2010).

## Географія
Бейкер розташований за координатами 36°46′25″ пн. ш. 89°45′41″ зх. д. / 36.77361° пн. ш. 89.76139° зх. д. (36.773542, -89.761394).  За даними Бюро перепису населення США в 2010 році селище мало площу 0,53 км², уся площа — суходіл.

## Демографія
Згідно з переписом 2010 року, у селищі мешкали 3 особи в 1 домогосподарстві у складі 1 родини. Густота населення становила 6 осіб/км².  Було 2 помешкання (4/км²).
Расовий склад населення:
| - 100,0 % — білих |

До двох чи більше рас належало 0,0 %. Частка іспаномовних становила 0,0 % від усіх жителів.
За віковим діапазоном населення розподілялося таким чином: 0,0 % — особи молодші 18 років, 66,7 % — особи у віці 18—64 років, 33,3 % — особи у віці 65 років та старші. Медіана віку мешканця становила 60,5 року. На 100 осіб жіночої статі у селищі припадало 200,0 чоловіків;  на 100 жінок у віці від 18 років та старших — 200,0 чоловіків також старших 18 років.
Цивільне працевлаштоване населення становило 0 осіб. 